# Konrad Guderski

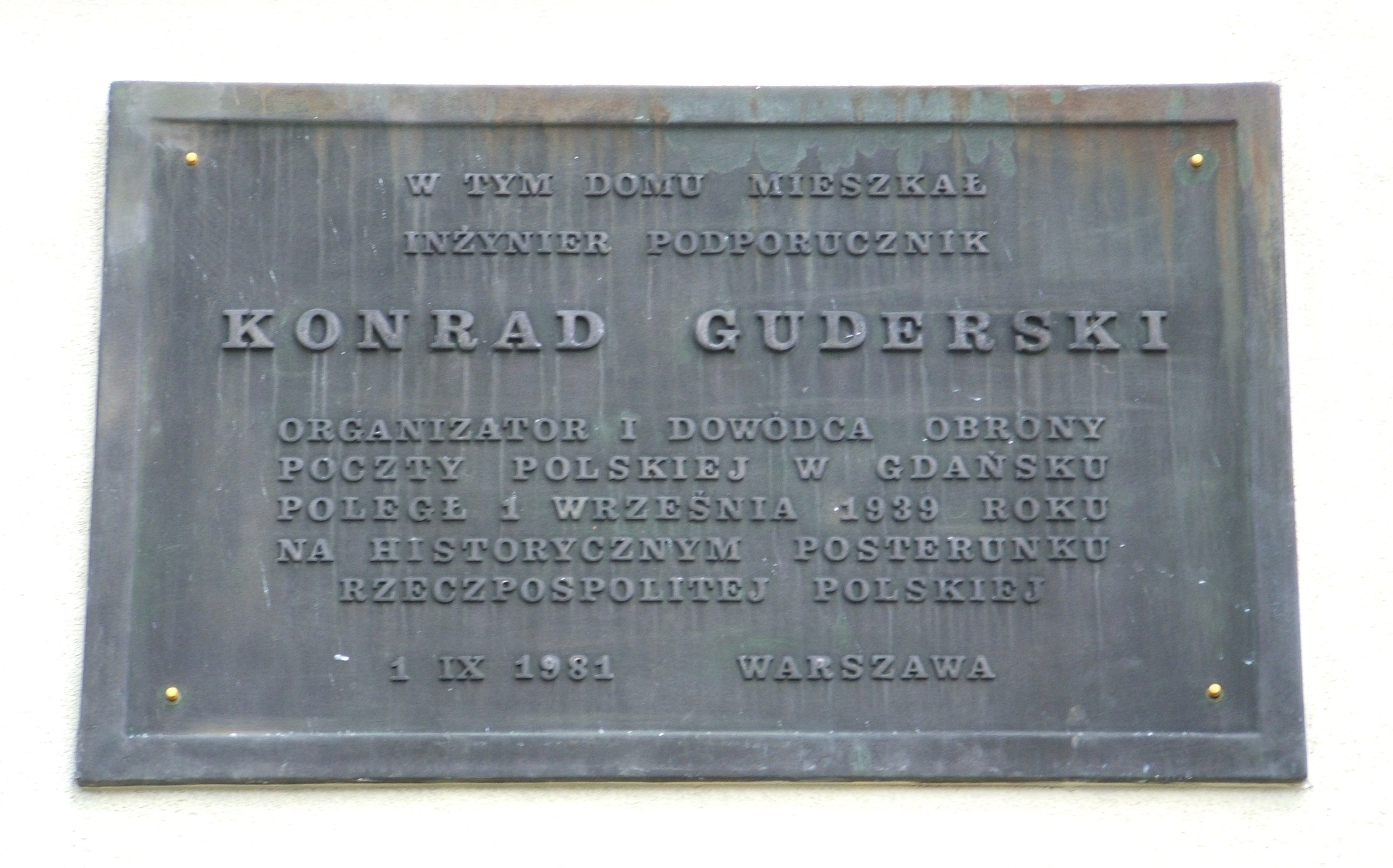
Mosiężna tablica znajdująca się na budynku pod adresem Saska 68 w Warszawie (Saska Kępa), upamiętniająca miejsce zamieszkania ppor. Konrada Guderskiego

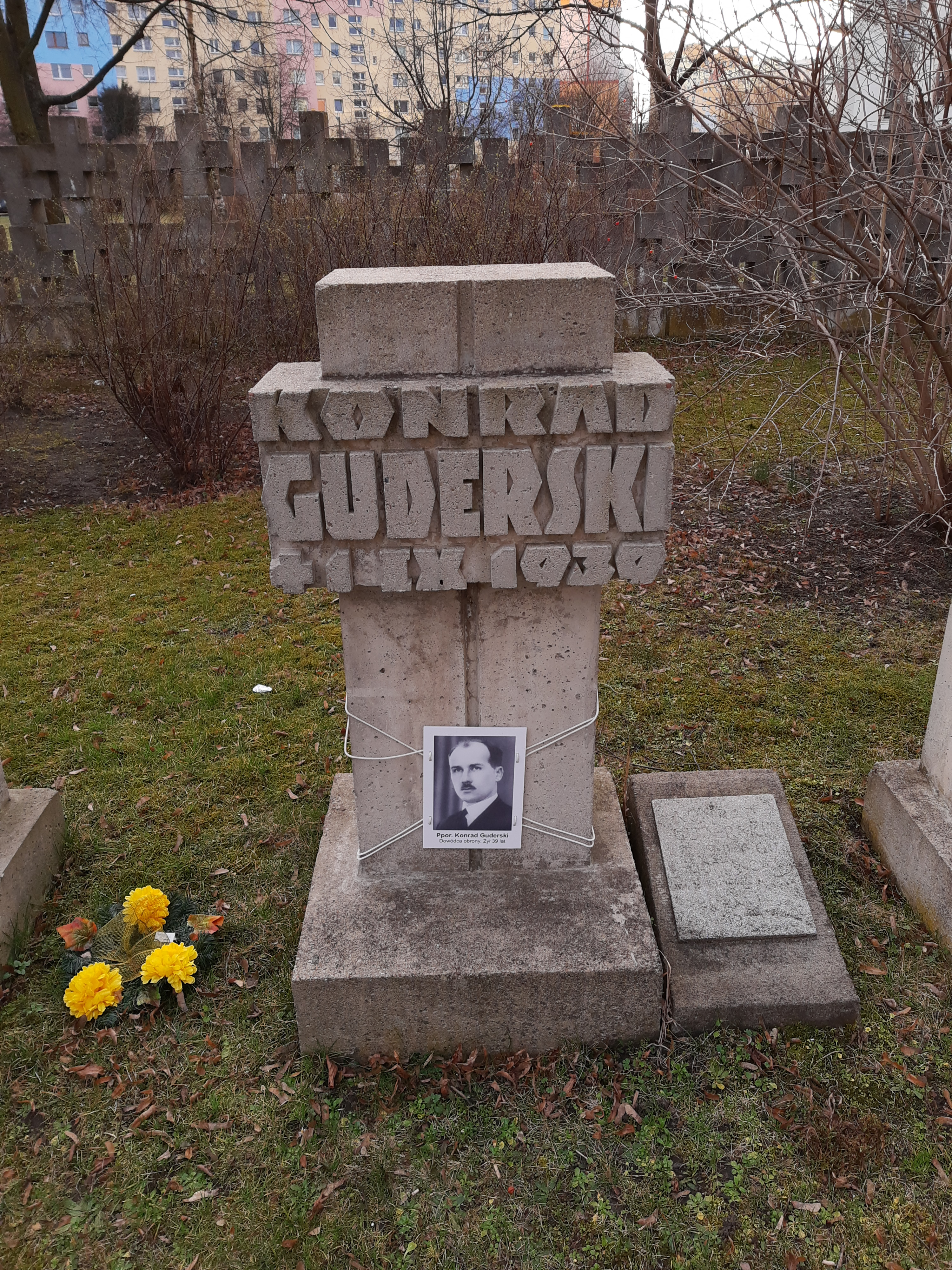
Grób Konrada Guderskiego na Cmentarzu Ofiar Hitleryzmu na Zaspie

Konrad Guderski, ps. „Konrad” (ur. 19 lutego 1900 w Piotrkowie Trybunalskim, zm. 1 września 1939 w Gdańsku) – polski inżynier wodny, dowódca obrony Poczty Polskiej w Wolnym Mieście Gdańsku, podporucznik rezerwy piechoty Wojska Polskiego.

## Życiorys
Jego przodkowie wywodzili się z okolic wsi Wojsławice. Jego pradziadek, Jan Guderski, był karczmarzem, a prapradziadek Mikołaj Tatarowicz kowalem. Był synem Stanisława (robotnika kolejowego) i Anny. Kuzyn Stanisława, Albin Guderski, zmarł w 1945 roku w obozie koncentracyjnym Mauthausen-Gusen.
Był młodszym bratem inżyniera leśnika Idziego Guderskiego, a także majora Jana Guderskiego, dowódcy 15 Batalionu Saperów. Jego młodszy brat, porucznik Marian Guderski, zginął 29 marca 1930 roku w wypadku lotniczym; został pochowany na Cmentarzu Wojskowym na Powązkach w Warszawie.
Dzieciństwo spędził w Pruszkowie koło Warszawy. Członek Polskiej Organizacji Wojskowej. Brał udział w rozbrajaniu Niemców w Warszawie w 1918. Ukończył warszawskie Gimnazjum im. Tadeusza Reytana (1920), studiował na Politechnice Warszawskiej i Lwowskiej, uzyskując w 1934 dyplom inżyniera hydrologa. Pracował m.in. przy regulacji Wisły.
W 1934 roku był oficerem rezerwy 9 pułku piechoty Legionów w Zamościu, w stopniu podporucznika ze starszeństwem z dniem 1 stycznia 1931 i 124. lokatą w korpusie oficerów rezerwowych piechoty oraz pozostawał na ewidencji Powiatowej Komendy Uzupełnień Lwów Miasto. W latach 30. pracownik cywilny Ekspozytury Nr 2 Oddziału II Sztabu Głównego, urzędnik kontraktowy, kierownik podreferatu wojskowego w referacie bezpieczeństwa technicznego tej jednostki. W 1938 roku uczestniczył w operacji Łom na Rusi Podkarpackiej jako dowódca jednej z grup dywersyjnych.
Jako rzeczoznawca Ministerstwa Spraw Wojskowych został wysłany w kwietniu 1939 do Gdańska w charakterze delegata do specjalnych zadań wojskowych. W atmosferze zbliżającej się wojny zajmował się konspiracyjnymi przygotowaniami do obrony Poczty Polskiej w Gdańsku, sprowadzał broń i amunicję. Oficjalnie pracował jako urzędnik pocztowy i instruktor wychowania fizycznego. Możliwe, że organizował również konspiracyjną organizację pod nazwą „Związek Jaszczurczy” lub „Jaszczurka”. 1 września 1939 objął dowództwo obrony Poczty (pod pseudonimem „Konrad”), poległ w początkowej fazie walk.
Pochowany na Cmentarzu Ofiar Hitleryzmu na gdańskiej Zaspie wraz z innymi obrońcami Poczty Polskiej, został zidentyfikowany dopiero w 1947 (ze względu na konspiracyjny charakter jego działań i śmierć większości świadków).

## Ordery i odznaczenia
- Krzyż Srebrny Orderu Virtuti Militari nr 13730[9]
- Krzyż Walecznych[5]

## Upamiętnienie
Nazwiskiem Konrada Guderskiego nazwano ulice na Osiedlu Świętokrzyskim w Gdańsku oraz na osiedlu Gocław (dzielnica Praga-Południe) w Warszawie.
Na budynku pod adresem ul. Saska 68 w Warszawie (Saska Kępa), na wysokości pierwszego piętra, znajduje się mosiężna tablica upamiętniająca miejsce jego zamieszkania.
1 września 2021 roku Narodowy Bank Polski wprowadził do obiegu srebrną monetę kolekcjonerską „Obrona Poczty Polskiej w Gdańsku. Agresja Niemiec na Polskę” o nominale 20 zł, a Poczta Polska SA okolicznościowy znaczek o tym samym tytule. Na obu walorach znajdują się podobizny Konrada Guderskiego, Jana Michonia i Alfonsa Flisykowskiego na tle historycznego budynku Poczty.
W 1957 roku utworzono klub sportowy nawiązujący nazwą do Konrada Guderskiego – Konradia Gdańsk.

## Konrad Guderski w filmie
Postać Konrada Guderskiego występuje w filmie wojennym Wolne miasto z 1958 r. w reżyserii Stanisława Różewicza. Rolę podporucznika grał Stanisław Jasiukiewicz.